# Вибори Президента України 1999
Треті Вибори Президента України відбулись у 1999 році (31 жовтня — перший тур і 14 листопада — другий тур). Використовувалася система абсолютної більшості. У разі відсутності кандидата, що набрав абсолютну більшість від числа тих, що взяли участь у виборах, передбачався 2-й тур, у якому змагалися двоє, що набрали найбільше голосів. Але у 2-му турі для перемоги досить було набрати голосів більше, ніж у суперника. Підготовка до виборів розпочалася задовго до початку виборчої кампанії. 25 березня 1999 «випадково» загинув лідер НРУ В'ячеслав Чорновіл.
Починаючи з літа 1999 року, навколо виборів точилася гостра боротьба. Чотири кандидати — Євген Марчук, Олександр Мороз, Володимир Олійник та Олександр Ткаченко, зустрівшись у Каневі, закликали усіх кандидатів до справедливої, чесної боротьби. Вони мали намір висунути напередодні виборів єдиного кандидата, який би мав більше шансів на успіх. Однак «канівська четвірка» не змогла здійснити задумане, а до неї більше ніхто не приєднався. Напередодні виборів Голова Верховної Ради України Олександр Ткаченко зняв свою кандидатуру на користь лідера Компартії України Петра Симоненка, а 27 жовтня Володимир Олійник зняв свою кандидатуру на користь Євгена Марчука.
У першому турі виборів впевнену перемогу здобув Леонід Кучма, але йому не вдалося набрати 50% голосів виборців. На 14 листопада було призначено 2 тур виборів. Інтерес до другого туру президентських виборів не знизився, а навіть зріс. Президентом України вдруге було обрано Леоніда Кучму. За нього проголосувало 56% виборців, а за Петра Симоненка — близько 38%. З великим відривом діючий Президент переміг у західних областях — на Закарпатті, Івано-Франківщині, Львівщині, Тернопільщині, Волині, Рівненщині і на Буковині. Тут за нього віддали свій голос від 92% до 73% виборців. З помітною перевагою він переміг Петра Симоненка також у Дніпропетровській, Київській, Хмельницькій, Одеській областях, містах Києві та Севастополі, на Донеччині.
Найбільший відсоток голосів лідер лівих сил набрав на Вінниччині, Полтавщині, Чернігівщині, Луганщині, Херсонщині, Кіровоградщині, Черкащині, у Криму.

## Список кандидатів
Політичними партіями, виборчим блоком партій (“Наш Президент — Євген Марчук”) та зборами виборців було висунуто 32 претенденти.
Центральною виборчою комісією на 12 червня 1999 року було зареєстровано 19 претендентів на кандидатів у Президенти України.
В установлені терміни до ЦВК надійшли підписні листи на підтримку 15 кандидатів. 
Не надали підписні листи Балашов Геннадій Вікторович, Білас Іван Григорович, Павловський Михайло Антонович, Новодворський Григорій Семенович.
В результаті перевірки таких листів ЦВК зареєструвала 9 кандидатів у Президенти України: Вітренко, Костенко, Кучма, Марчук, Мороз, Олійник, Симоненко, Ткаченко, Удовенко.
За рішенням Верховного Суду були зареєстровані Базилюк, Габер, Кармазін, Кононов, Онопенко, Ржавський.
У виборчому бюлетені було 15 кандидатів, з них два прізвища були викреслені:
зняли кандидатури Олійник Володимир Миколайович та Ткаченко Олександр Миколайович.
Отже, в виборах взяли участь 13 кандидатів.
Джерело
Вибори Президента України 1999 [Архівовано 31 жовтня 2020 у Wayback Machine.].
Інформаційно-аналітичне видання.
Редкол.: М.М.Рябець (голова) та ін. – Центральна виборча комісія. – Київ, 2000. – 396 с.
– ISBN 966-95532-4-5
- Розділ 7. Кандидати у Президенти України, стор. 139-219.
- Розділ 12. Результати виборів Президента України, стор. 285-394.
- Відсоток голосів, поданих за кандидатів у Президенти України на виборах 31 жовтня 1999 року, стор. 288-289

| 1  | Базилюк Олександр Філімонович   | Слов'янська партія                    | 12 | 0,14%  |
| 2  | Вітренко Наталія Михайлівна     | ПСПУ                                  | 4  | 10,97% |
| 3  | Габер Микола Олександрович      | Патріотична партія України            | 13 | 0,12%  |
| 4  | Кармазін Юрій Анатолійович      | Партія захисників Вітчизни            | 10 | 0,35%  |
| 5  | Кононов Віталій Миколайович     | Партія Зелених України                | 11 | 0,29%  |
| 6  | Костенко Юрій Іванович          | збори виборців м. Києва               | 6  | 2,17%  |
| 7  | Кучма Леонід Данилович          | збори виборців м. Києва               | 1  | 36,49% |
| 8  | Марчук Євген Кирилович          | виборчий блок партій                  | 5  | 8,13%  |
| 9  | Мороз Олександр Олександрович   | СПУ                                   | 3  | 11,29% |
| 10 | Олійник Володимир Миколайович   | збори виборців м. Кіровограда         |    | зняв   |
| 11 | Онопенко Василь Васильович      | Українська соціал-демократична партія | 8  | 0,47%  |
| 12 | Ржавський Олександр Миколайович | ВПО «Єдина Родина»                    | 9  | 0,37%  |
| 13 | Симоненко Петро Миколайович     | КПУ                                   | 2  | 22,24% |
| 14 | Ткаченко Олександр Миколайович  | Селянська партія України              |    | зняв   |
| 15 | Удовенко Геннадій Йосипович     | Народний Рух України                  | 7  | 1,22%  |

## Соціологія
| Соцопитування              | Кучма | Мороз | Симоненко | Вітренко | Кравчук | Чорновіл | Марчук | Ющенко | Пустовойт. |
| КМІС (жовтень 1998)        | 11,4  | 9,8   | 6,7       | 9,1      | -       | 4,3      | 2,5    | -      | -          |
| КМІС (вересень 1999)       | 15    | 11,6  | 9,9       | 6        | -       | -        | -      | -      | -          |
| УІСД Соціальний моніторинг | 6     | 7     | 7         | 7        | 3       | 2        | 2      | 4      | 4          |
| ІПСП                       | 8,2   | 11,1  | 8,4       | 12,7     | -       | -        | 5,9    | 10,1   | -          |

## Результати
| Кандидати — Партія                   | Перший тур | %     | Другий тур | %     |
| ------------------------------------ | ---------- | ----- | ---------- | ----- |
| Леонід Кучма — незалежний            | 9 598 672  | 36,49 | 15 870 722 | 56,25 |
| Петро Симоненко — КПУ                | 5 849 077  | 22,24 | 10 665 420 | 37,80 |
| Олександр Мороз — СПУ                | 2 969 896  | 11,29 |            |       |
| Наталія Вітренко — ПСПУ              | 2 886 972  | 10,97 |            |       |
| Євген Марчук — незалежний            | 2 138 356  | 8,13  |            |       |
| Юрій Костенко — незалежний           | 570 623    | 2,17  |            |       |
| Геннадій Удовенко — НРУ (Рух)        | 319 778    | 1,22  |            |       |
| Василь Онопенко — СДПУ(о)            | 124 040    | 0,47  |            |       |
| Олександр Ржавський — «Єдина Родина» | 96 515     | 0,37  |            |       |
| Юрій Кармазін — ПЗВ                  | 90 793     | 0,35  |            |       |
| Віталій Кононов — ПЗУ                | 76 832     | 0,29  |            |       |
| Олександр Базилюк — СП               | 36 012     | 0,14  |            |       |
| Микола Габер — ППУ                   | 31 829     | 0,12  |            |       |
| проти всіх                           | 477 019    | 1,81  | 970 181    | 3,44  |
| недійсні                             | 1 038 749  | 3,95  | 706 161    | 2,50  |
| Всього                               | 26 305 198 | 100   | 28 212 484 | 100   |
| Зареєстровані виборці/явка           | 37 498 630 | 70,15 | 37 680 581 | 74,87 |

Результати виборів по регіонах
| Регіон                    | 1 тур        | 1 тур           | 1 тур           | 1 тур            | 1 тур        | 2 тур        | 2 тур           |
|                           | Леонід Кучма | Петро Симоненко | Олександр Мороз | Наталія Вітренко | Євген Марчук | Леонід Кучма | Петро Симоненко |
| ------------------------- | ------------ | --------------- | --------------- | ---------------- | ------------ | ------------ | --------------- |
| АР Крим                   | 34,4         | 37,5            | 2,4             | 9,1              | 6,3          | 44,0         | 51,2            |
| Вінницька область         | 17,1         | 19,3            | 33,8            | 9,3              | 9,4          | 33,9         | 59,2            |
| Волинська область         | 51,4         | 5,2             | 4,2             | 11,4             | 14,2         | 75,4         | 19,2            |
| Дніпропетровська область  | 39,1         | 28,9            | 10,0            | 9,8              | 2,1          | 56,4         | 38,1            |
| Донецька область          | 32,0         | 39,4            | 6,3             | 11,5             | 2,0          | 53,0         | 41,2            |
| Житомирська область       | 30,9         | 21,9            | 19,2            | 10,6             | 4,3          | 48,1         | 45,9            |
| Закарпатська область      | 54,7         | 3,3             | 8,3             | 4,6              | 16,7         | 84,6         | 9,7             |
| Запорізька область        | 30,7         | 30,8            | 9,3             | 15,1             | 4,6          | 44,8         | 49,7            |
| Івано-Франківська область | 70,4         | 1,5             | 2,7             | 3,5              | 10,7         | 92,3         | 4,5             |
| Київська область          | 36,5         | 9,1             | 21,3            | 14,1             | 7,6          | 58,5         | 34,3            |
| Кіровоградська область    | 23,0         | 28,0            | 20,6            | 11,9             | 7,8          | 40,9         | 52,6            |
| Луганська область         | 28,6         | 47,2            | 5,8             | 8,4              | 1,9          | 40,7         | 53,9            |
| Львівська область         | 64,1         | 2,4             | 2,7             | 2,6              | 18,5         | 91,6         | 5,2             |
| Миколаївська область      | 33,7         | 31,3            | 7,9             | 12,7             | 5,2          | 45,9         | 49,2            |
| Одеська область           | 36,9         | 24,8            | 8,4             | 11,5             | 6,3          | 52,8         | 40,6            |
| Полтавська область        | 19,6         | 21,8            | 26,2            | 14,1             | 5,4          | 35,2         | 57,7            |
| Рівненська область        | 45,8         | 4,9             | 7,6             | 8,2              | 12,3         | 76,5         | 17,2            |
| Сумська область           | 26,7         | 19,1            | 10,9            | 29,6             | 14,6         | 48,5         | 43,4            |
| Тернопільська область     | 69,4         | 1,4             | 2,1             | 2,9              | 4,6          | 92,2         | 4,8             |
| Харківська область        | 28,1         | 32,9            | 8,0             | 10,4             | 11,0         | 46,6         | 46,5            |
| Херсонська область        | 30,2         | 35,1            | 11,5            | 10,1             | 2,3          | 41,9         | 52,9            |
| Хмельницька область       | 30,3         | 14,4            | 15,1            | 14,6             | 14,1         | 51,0         | 42,0            |
| Черкаська область         | 20,6         | 19,0            | 20,3            | 14,6             | 14,4         | 40,0         | 52,3            |
| Чернівецька область       | 51,0         | 8,4             | 6,8             | 11,7             | 11,1         | 73,2         | 21,4            |
| Чернігівська область      | 26,0         | 22,6            | 16,1            | 16,2             | 9,1          | 37,5         | 56,3            |
| Київ                      | 38,9         | 7,5             | 15,3            | 11,6             | 12,1         | 64,8         | 26,1            |
| Севастополь               | 34,5         | 34,3            | 2,9             | 13,0             | 5,4          | 50,2         | 43,7            |
| Україна                   | 36,5         | 22,2            | 11,3            | 11,0             | 8,1          | 56,3         | 37,8            |

Рівень підтримки лідерів по областях:
|                           |  |                            |  |
| Кучма Л. Д. (І-й тур)     |  | Кучма Л. Д. (ІІ-й тур)     |  |
|                           |  |                            |  |
| Симоненко П. М. (І-й тур) |  | Симоненко П. М. (ІІ-й тур) |  |

## Рекламні кампанії кандидатів в Президенти України

### Рекламна кампанія Леоніда Кучми
Комплексну розробку рекламної кампанії кандидати в Президенти України Леоніда Кучми здійснювали Ігор Подольчак та Ігор Дюрич, серію рекламних роликів «Це твоя країна» зняв режисер Валерій Тодоровський та оператор Сергій Михальчук. Загальне керівництво здіюснювали Тимофій Сєргєйцев та Дмитро Куліков. Фінансував кампанію Віктор Пінчук.